# 医療情報技師
医療情報技師（いりょうじょうほうぎし、英語: Healthcare Information Technologist）とは、日本医療情報学会が資格付与する民間資格のこと。認定試験は2003年に開始され、8月頃に年1回、多肢選択式(マークシート方式)で実施されている。病院情報システムの開発・運営・保守が主な業務となり、その特質上、情報処理技術だけでなく医療分野・医療情報システムの知識が必要となる。そのため試験は情報処理技術系・医学医療系・医療情報システム系の3科目が課せられ、3科目とも一定基準の成績を取れば合格となる。科目合格制度があり、一部科目だけ基準以上の成績を得た場合、翌々年の試験まで合格科目の受験を免除できる。
2006年までは、情報処理技術系は情報処理技術者試験(一部の試験区分)の合格者、医学医療系は医療関係の免許(医師、歯科医師、薬剤師、看護師等)取得者を対象に科目免除制度があった。両科目とも免除条件を満たしている者は、医療情報システム系だけ受験すれば済んだ。
日本医療情報学会は厚生労働省に国家資格への認定を働きかけているが実現には至っていない。
2007年からは上級医療情報技師の資格試験が開始された。また、2009年からは医療情報基礎知識検定試験が開始された。